# Dragoș Grigore
Dragoș Grigore (Vaslui, 7 september 1986) is een Roemeens voetballer die bij voorkeur als centrale verdediger speelt. Hij staat onder contract bij het Franse Toulouse, dat hem in 2014 weghaalde bij Dinamo Boekarest. Hij wordt verhuurd aan Al-Sailiya.

## Clubcarrière
Grigore speelde twee seizoenen voor CFR Timișoara, vooraleer hij in 2008 naar Dinamo Boekarest werd getransfereerd. In totaal zou hij zes seizoenen bij de club uit de hoofdstad spelen, waarin hij in totaal 9 doelpunten scoorde uit 135 competitieduels. In 2012 won hij de beker en de Supercup met Dinamo Boekarest. In 2014 werd hij voor één miljoen euro verkocht aan Toulouse, waar hij een driejarig contract ondertekende. Hij debuteerde voor de Zuid-Franse club in de Ligue 1 op 9 augustus 2014 tegen OGC Nice. In juli 2015 wordt hij verhuurd aan Al-Sailiya.

## Interlandcarrière
Grigore debuteerde in 2011 voor het Roemeens voetbalelftal, waarvoor hij reeds meer dan twintig interlands speelde en waarmee hij in juni 2016 deelneemt aan het Europees kampioenschap voetbal 2016 in Frankrijk. Grigore speelde op het Europees kampioenschap in alle drie groepswedstrijden; verder dan één gelijkspel kwam Roemenië niet, waardoor het in de groepsfase was uitgeschakeld.

## Erelijst
Dinamo Boekarest
- Roemeense beker

2012
- Roemeense Supercup

2012
1 Pantilimon ·
2 Mățel ·
3 Raț ·
4 Moți ·
5 Hoban ·
6 Chiricheș ·
7 Chipciu ·
8 Pintilii ·
9 Alibec ·
10 Stanciu ·
11 Torje ·
12 Tătărușanu ·
13 Keșerü ·
14 Andone ·
15 Găman ·
16 Filip ·
17 Sânmărtean ·
18 Prepeliță ·
19 Stancu ·
20 Popa ·
21 Grigore ·
22 Săpunaru ·
23 Lung Jr. · 
Coach: Iordănescu